# مانويل فرانكو
مانويل فرانكو (بالإسبانية: Manuel Franco)‏ (و. 1871 – 1919 م) هو محام من باراغواي .
تولى منصب رئيس الباراغواي .